# Japanse hulst
Japanse hulst (Ilex crenata) is een groenblijvende struik of kleine boom, die behoort tot Ilex sectie Paltoria en komt van nature voor in China, Taiwan, Japan, Korea. en Sachalin.
Japanse hulst wordt gebruikt ter vervanging van Buxus sempervirens, die sinds 2005 door de schimmel Cylindrocladium buxicola aangetast wordt.
Op Paleis Het Loo is in 2012/2013 alle buxus vervangen door de cultivar 'Dark green'.

## Beschrijving
Japanse hulst kan 3–5 m (soms 10 m) hoog worden met een stamdiameter tot 20 cm. De afwisselend geplaatste, glimmende, donkergroene bladeren zijn 10–30 mm lang en 10–17 mm breed en hebben een gegolfde bladrand soms met stekels. De plant bloeit in mei en juni. De eenslachtige bloemen zijn wit met vier slippen. De zwarte vrucht is een 5 mm grote steenvrucht met vier zaden.

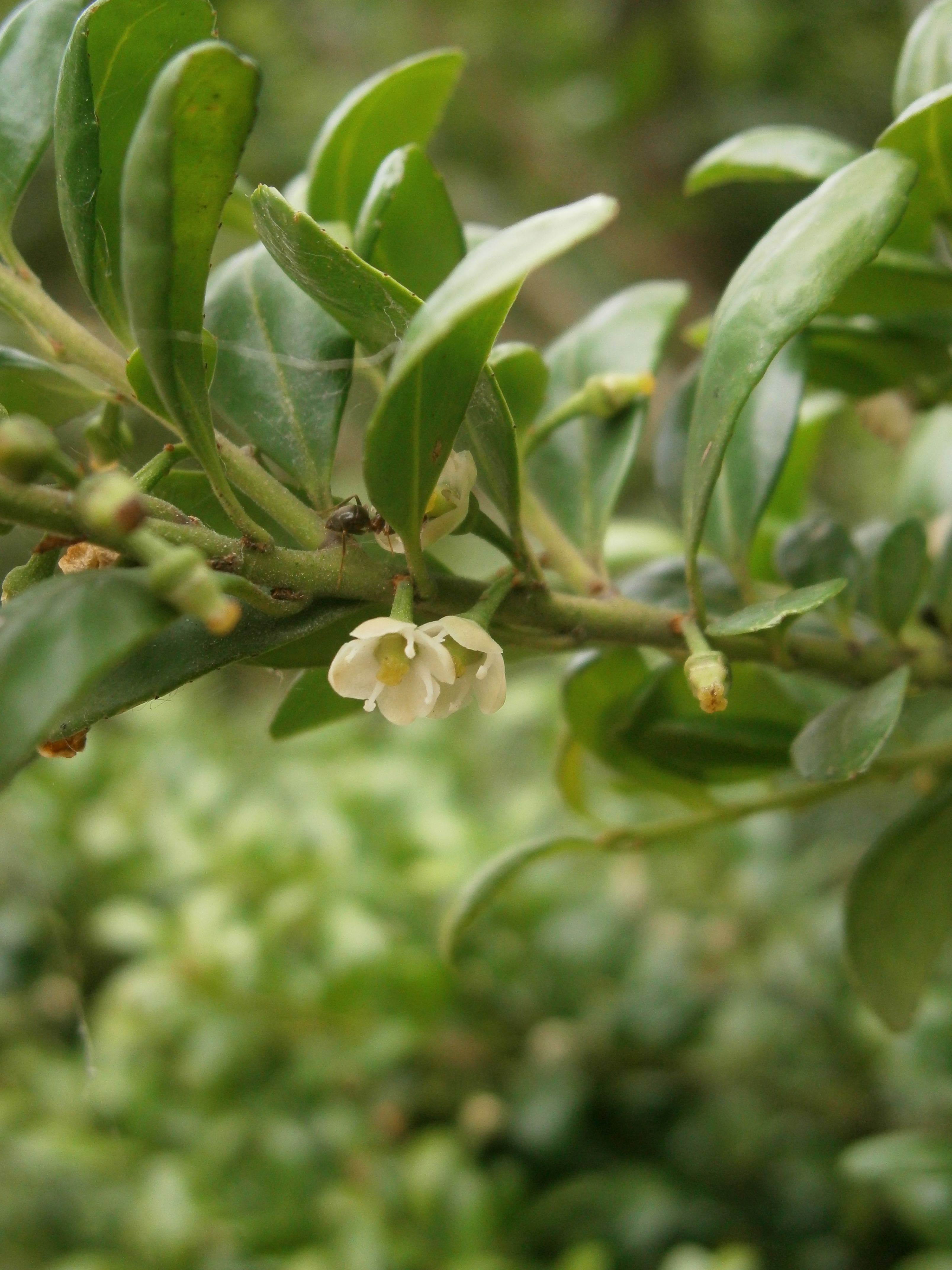
close-up van de bloemen
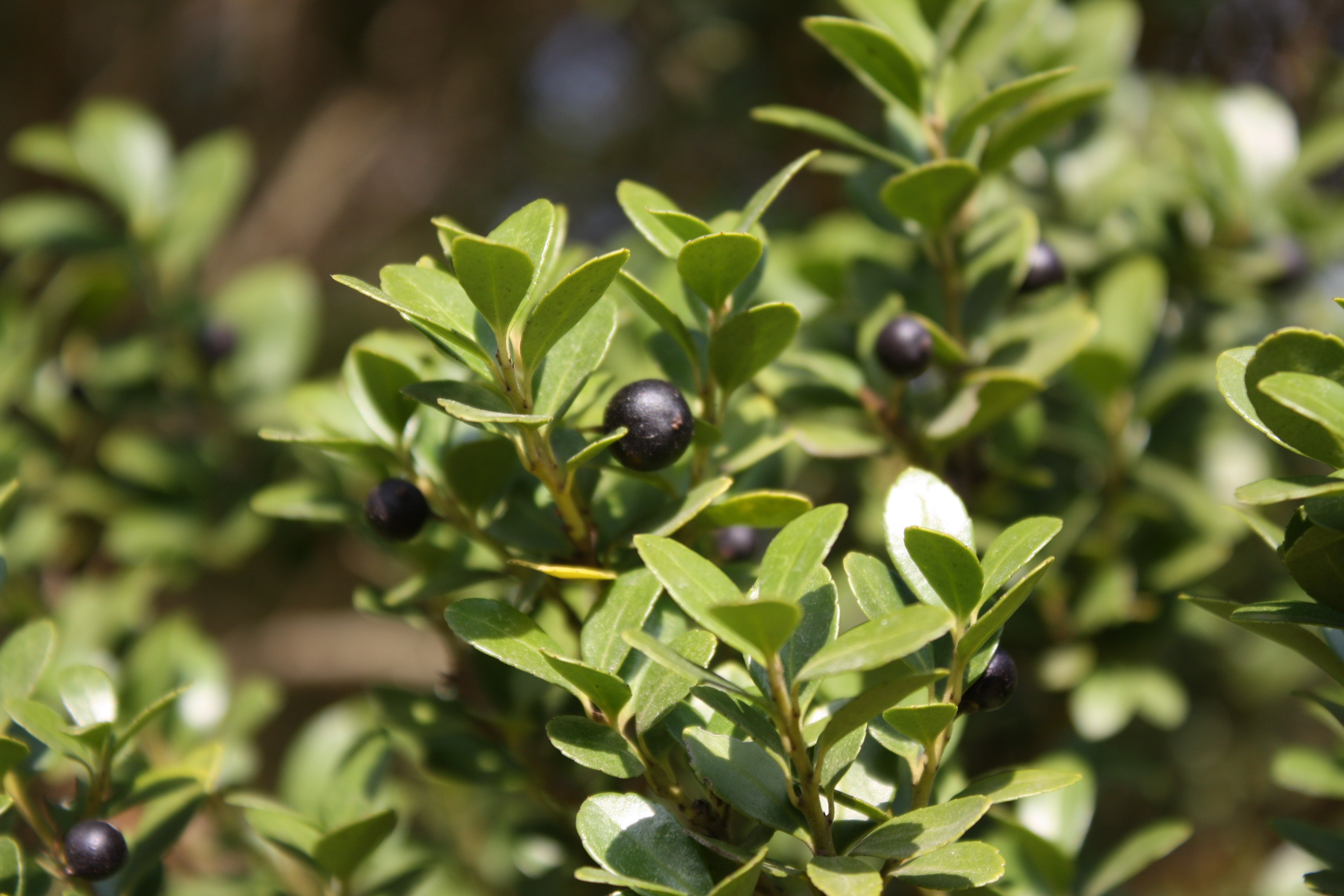
De zwarte vruchten

## Teelt
Japanse hulst wordt aangeplant vanwege de dichte, donkergroene bebladering. Ook is het een populaire plant bij bonsailiefhebbers.
De struik groeit het beste in grond met een pH tussen 3,7 en 6,0.
Er bestaan zeer veel cultivars, waaronder:
- 'Caroline Upright', donkergroen, opgaande groei, geeft géén besjes
- 'Luxus Globe', donkergroen, breed uitgroeiend, geeft géén besjes
- 'Golden Gem' met in de herfst goudgeel blad
- 'Shiro-Fukurin' met bont blad. Is vrouwelijk.
- 'Dark green' met donkergroen blad
- 'Green Hedge' met lichtgroen blad
- 'Bad Zwischenahn' met grijsgroen blad
- 'Green Lustre' met mat, donkergroen blad en breed uitgroeiend
- 'Convexa' breder dan hoger uitgroeiend met iets bolstaand blad
- 'Ivory Hall' met gele vruchten
- 'Fastigiata' met zuilvormige groei
- 'Chesapeake' met een zuilvormige groei
- 'Green Island' met een gespreide groei
- 'Hetzii' met een gespreide groei
- 'Hellen' met dwerggroei
- 'Twiggy' met dwerggroei en fijne textuur
- 'Mariesii' met dwerggroei
- 'Stokes' met dwerggroei

... · 
I. aquifolium (Hulst) · 
I. canariensis · 
I. crenata (Japanse hulst) · 
I. paraguariensis (Matéplant) · 
I. perado · 
...